# Berja
Berja és un municipi de la província d'Almeria, Andalusia. L'any 2019 tenia 12.415 habitants. La seva extensió superficial és de 185,81 km² i té una densitat de 66,3 hab/km². Les seves coordenades geogràfiques són 36° 51′ N, 2° 57′ O. Està situada a una altitud de 335 metres i a 52 quilòmetres de la capital de la província, Almeria.

## Demografia
Nombre d'habitants durant els últims 10 anys..
| 1998   | 1999   | 2000   | 2001   | 2002   | 2003   | 2004   | 2005   | 2006   | 2007   |
| ------ | ------ | ------ | ------ | ------ | ------ | ------ | ------ | ------ | ------ |
| 13.197 | 13.317 | 13.279 | 13.331 | 13.405 | 13.670 | 13.924 | 14.249 | 14.450 | 14.508 |

## Administració
| Període      | Nom de l'alcalde/-essa   | Partit polític | Data de possessió |
| ------------ | ------------------------ | -------------- | ----------------- |
| 1979 - 1983  | Federico Moreno Ferrón   | UCD            | 19/04/1979        |
| 1983 - 1987  | Manuel Ceba Pleguezuelos | PSOE           | 28/05/1983        |
| 1987 - 1991  | Manuel Ceba Pleguezuelos | PSOE           | 30/06/1987        |
| 1991 - 1995  | Manuel Ceba Pleguezuelos | PSOE           | 15/06/1991        |
| 1995 - 1999  | Manuel Ceba Pleguezuelos | PSOE           | 17/06/1995        |
| 1999 - 2003  | Manuel Ceba Pleguezuelos | PSOE           | 03/07/1999        |
| 2003 - 2007  | Serafín Robles Peramo    | PSOE           | 14/06/2003        |
| 2007 - 2011  | Antonio Torres López     | PP             | 16/06/2007        |
| 2011 - 2015  | n/d                      | n/d            | 11/06/2011        |
| 2015 - 2019  | n/d                      | n/d            | 13/06/2015        |
| 2019 - 2023  | n/d                      | n/d            | 15/06/2019        |
| Des del 2023 | n/d                      | n/d            | 17/06/2023        |